# Mitte-Deutschland-Verbindung
Die Mitte-Deutschland-Verbindung ist eine Eisenbahnverbindung zwischen dem Rheinland, Westfalen (heute NRW), Nordhessen, Thüringen und Sachsen mit zwei Fernzügen (2021). Sie führte ehemals von Westdeutschland, durch Mitteldeutschland nach Ostdeutschland ins oberschlesische Industriegebiet (Schlesien).
Ein Teilstück dieser Verbindung führt von Chemnitz bzw. Glauchau im Osten über Gera und Jena nach Weimar im Westen. Dabei werden die Bahnstrecke Dresden–Werdau (über Chemnitz–Glauchau), die Bahnstrecke Glauchau–Gößnitz, die Bahnstrecke Gößnitz–Gera und die Bahnstrecke Weimar–Gera befahren. Sie ist Bestandteil einer möglichen direkten Bahnverbindung vom Ruhrgebiet oder Frankfurt am Main über Eisenach, Erfurt, Weimar, Jena, Gera, Zwickau und Chemnitz nach Dresden und stellt damit eine Alternativroute zur derzeit für den Fernverkehr genutzten Trasse von Erfurt über Leipzig (statt weiter südlich über Chemnitz) nach Dresden dar.

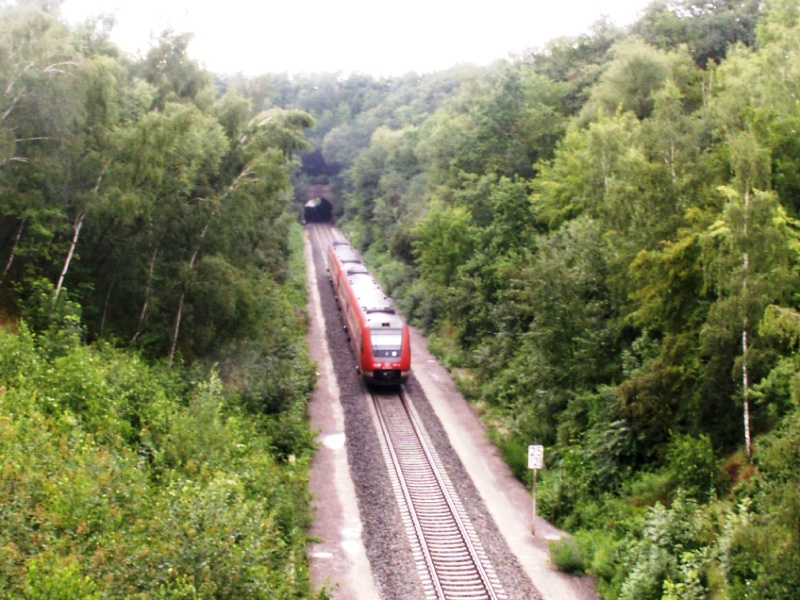
Mitte-Deutschland-Verbindung bei Ronneburg (2007 noch eingleisig)

## Geschichte
Die Mitte-Deutschland-Verbindung stellte vor der Deutschen Teilung eine wichtige Verbindung zwischen den sächsischen Industriegebieten und Westdeutschland dar. Gleichfalls war sie auch für die Anbindung Böhmens über die Elstertalbahn an Westdeutschland bedeutsam.
In der DDR hatte die Verbindung Bedeutung zur Entlastung der über Halle und Leipzig führenden Strecken. So verkehrte beispielsweise im Winterfahrplan 1967/68 Interzonenzug-Verkehr von Duisburg über Unna und Karl-Marx-Stadt nach Dresden. Später wurden die beiden Partnerstädte Düsseldorf und Karl-Marx-Stadt direkt über diese Strecke verbunden.
Die Strecke Dortmund – Kassel war im Bundesverkehrswegeplan 1985 enthalten. Die ursprünglichen Planungen sahen vor die 196 Kilometer lange Strecke zwischen Dortmund und Kassel auf 171 Kilometern für eine Geschwindigkeit von 200 km/h auszubauen. Überwiegend östlich von Paderborn sollte die Strecke dazu auf 47,6 Kilometern neutrassiert werden. Für die Maßnahme waren 1,8 Milliarden DM eingeplant vorbehaltlich eines ausreichenden Wirtschaftlichkeitsnachweises. Die Fahrzeit sollte durch die Maßnahmen zwischen Dortmund und Kassel von 150 Minuten auf 91 Minuten reduziert werden. Nach Durchführung einer volks- und betriebswirtschaftlichen Bewertung wurde festgestellt, dass der Ausbau nur teilweise wirtschaftlich ist. Auch bei einer reduzierten Variante mit 1,1 Milliarden DM Investitionskosten verschlechterte sich das Wirtschaftsergebnis der Bundesbahn jährlich um 5,3 Millionen DM. Daher wurde entschieden den Ausbau mit Kosten von 265 Millionen DM auf den Abschnitt Dortmund – Paderborn zu beschränken, womit sich die Fahrzeit auf 115 Minuten zwischen Dortmund und Kassel reduzieren sollte. Zum damaligen Zeitpunkt wurde nach Fertigstellung der Maßnahme mit durchgehenden Intercity-Zügen zwischen dem Ruhrgebiet und München geplant. Die Maßnahmen wurden nur teilweise fertiggestellt.
Bereits unmittelbar nach der Deutschen Wiedervereinigung plante man euphorisch einen zeitgemäßen Ausbau dieser Strecke, da man sie nun als wichtiges Bindeglied zwischen Westsachsen (Chemnitz) und Westdeutschland einstufte. In dem Gesetz für die Verkehrsprojekte Deutsche Einheit war die Verbindung zwar nicht enthalten, jedoch wurde sie im Bundesverkehrswegeplan von 1993 als „vordringlicher Bedarf“ eingestuft. Priorität besaß in der Folgezeit jedoch die Strecke über Leipzig. Dennoch etablierte sich mit der Interregio-Linie 41 schnell eine zeitgemäße Fernverbindung. Im Vierstundentakt wurde eine umsteigefreie Verbindung zwischen Chemnitz und Aachen angeboten. Wegen der fehlenden Elektrifizierung zwischen Gößnitz und Weimar war der Lokwechsel in Weimar ab 1995 obligatorisch. Bis Mai 1995 fuhren die Dieselloks über Erfurt bis Bebra durch, da die Elektrifizierung der Strecke Neudietendorf–Bebra noch nicht abgeschlossen war. Den Dieselbetrieb übernahmen die Baureihen 219 und 232.
Im August 1997 begannen die Arbeiten für eine 12,85 km lange Neutrassierung durch den 2,9 km langen Eggetunnel, um ein durch Hangrutsche gefährdetes Gebiet zu umfahren. Dieser Abschnitt stand ab 1988 unter ständiger Überwachung und durfte nur noch mit 50 km/h befahren werden. Der Neubauabschnitt ging am 12. Dezember 2003 in Betrieb und ermöglicht die Durchfahrung mit Geschwindigkeiten bis 160 km/h. In das Projekt investierten Bund und Bahn 181,5 Millionen Euro.
Die Anfangseuphorie der Nachwendezeit wich schnell der Ernüchterung; die finanziellen Mittel für einen Ausbau waren nicht vorhanden. Für Gera, die damals zweitgrößte Stadt Thüringens, war der Ausbau eine Prestigesache, war sie doch die größte deutsche Stadt ohne zweigleisigen Bahnanschluss. Es folgten politische Dispute, wobei auch das Kosten-Nutzen-Verhältnis der Neubaustrecke Ebensfeld–Erfurt in Frage gestellt wurde.
Trotz einer Vereinbarung zwischen der Deutschen Bahn AG und dem Freistaat Thüringen vom 15. Mai 1997, die den teilweise zweigleisigen und Neigetechnik-ertüchtigenden Ausbau der Strecke vorsah, fiel schon in jenem Jahr die Entscheidung für die Einstellung des Fernverkehrs. Grund war ein Plan der Deutschen Bahn AG, den Interregio-Verkehr bundesweit aufzugeben. Bereits 1999, zwei Jahre vor der Fernverkehrseinstellung im Jahr 2001, wurde auf der Mitte-Deutschland-Verbindung der planmäßige Güterverkehr zwischen Gera und Weimar eingestellt.
Mit Einstellung der Interregio-Linie Ende 2002 schlossen die Länder NRW, Hessen und Thüringen mit der Deutschen Bahn einen Vertrag, damit der Fernverkehr in Form von ICE und IC im Zweistundentakt erhalten bleibt. Die Länder subventionierten den Fernverkehr über vier Jahre mit 14 Millionen Euro pro Jahr. Nach Angaben des Unternehmens waren die Züge nur zu 25 Prozent besetzt und erzielten trotz Landeszuschüssen ein jährliches Defizit von über 10 Millionen Euro. Nach Auslaufen der Förderung wurde das Fernverkehrsangebot Ende 2006 auf der Verbindung halbiert.
Im Zusammenhang mit dem Verkehrsprojekt Deutsche Einheit Nr. 8 wurde der Streckenabschnitt Erfurt–Eisenach bis 2017 auf einer Länge von etwa 54 km für 200 km/h ausgebaut. Durch die Maßnahmen soll die Fahrzeit um bis zu drei Minuten verkürzt werden.

## Ausbau 2002–2016

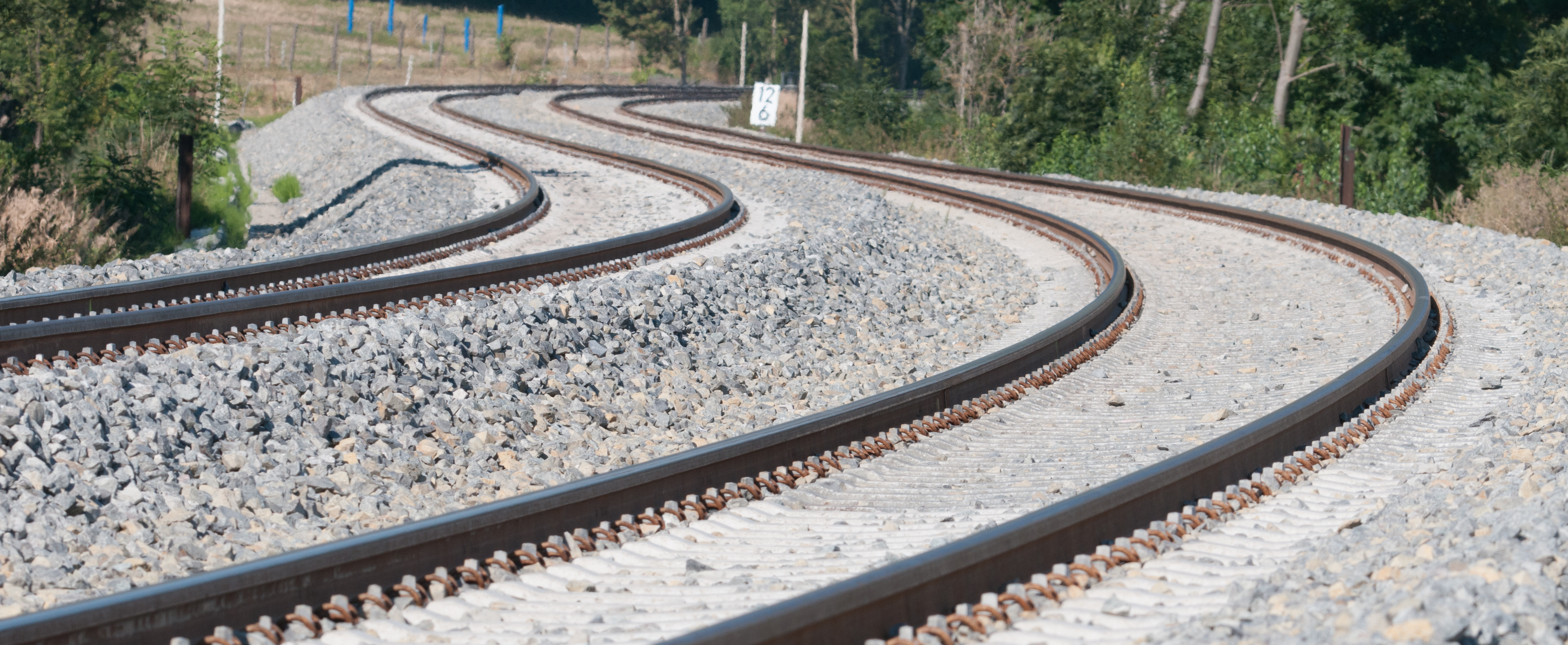
Neue Gleise bei Großschwabhausen

Die erste Baustufe sah den Ausbau auf 140 km/h (mit Neigetechnik) und elektronische Stellwerkstechnik vor. Der Abschluss der Arbeiten erfolgte schrittweise: 2002 Weimar–Jena–Göschwitz, 2006/07 Göschwitz–Gera–Ronneburg, 2007/08 Ronneburg–Glauchau. Laut Bundesregierung war der Abschluss der ersten Baustufe für 2012 vorgesehen (Stand November 2008).
Die zweite Baustufe beinhaltete den zweigleisigen Ausbau auf 160 km/h (mit Neigetechnik) und die Elektrifizierung. Eingestuft als „weiterer Bedarf“ war sie nicht im Fünfjahresplan (2006 bis 2010) enthalten. Die eingleisigen Abschnitte zwischen Weimar und Großschwabhausen sowie zwischen Neue Schenke und Stadtroda wurden bis Anfang 2016 zweigleisig ausgebaut. Im Januar 2013 unterzeichneten Bund und Bahn die zugehörige Finanzierungsvereinbarung. Neben dem weiteren zweigleisigen Streckenausbau auf 17 Kilometern wurde eine Geschwindigkeitserhöhung auf 160 km/h vorgesehen. Der Bahnhof Oberweimar erhielt einen zweiten Bahnsteig, die Bahnsteige in den Bahnhöfen Jena West und Jena-Göschwitz wurden erneuert und mittels Aufzügen barrierefrei zugänglich. Die Bauarbeiten begannen im Februar 2014, die Fertigstellung erfolgte im Herbst 2016.

## Weiterer Ausbau
Außerdem ist die Elektrifizierung der Bahnstrecke vorgesehen. Die Finanzierung hierzu ist bisher jedoch nicht gesichert, eine Förderung durch Mittel der Europäischen Union wird angestrebt. Die Ausbaupläne und weiteren Perspektiven werden immer wieder heftig politisch diskutiert.
Im Zuge der Abstimmung im Bundesrat zur Pkw-Maut in Deutschland hat Thüringen im Gegenzug für seine Enthaltung vom Bundesverkehrsministerium eine Dringlichkeitszusage für die Elektrifizierung erhalten.
Thüringens Ministerpräsident Bodo Ramelow hatte am Morgen der Abstimmung im Bundesrat, am 31. März 2017, vor der Abstimmung Bundesverkehrsminister Alexander Dobrindt eine Zustimmung unter der Bedingung zugesagt, dass dafür die Mitte-Deutschland-Verbindung zwischen Weimar und Gößnitz schneller ausgebaut werden würde. Thüringen enthielt sich daraufhin bei der Abstimmung über die Entsendung des Gesetzes in den Vermittlungsausschuss.
Im Juni 2017 erteilte das Bundesverkehrsministerium die Zusage für die Elektrifizierung der Strecke, die nun als vordringlicher Bedarf eingestuft wurde. Damit kann nun die konkrete Planung für die Elektrifizierung begonnen werden. Im August 2023 wurden die ersten Anträge für das Planfeststellungsverfahren im Abschnitt Jena an das Eisenbahn-Bundesamt übergeben. Die Bahn rechnet mit einem Baustart Anfang 2027 und eine Fertigstellung Ende 2030.
Das Land Thüringen beabsichtigte zudem einen zweigleisigen Ausbau der noch verbliebenen eingleisigen Streckenabschnitte Papiermühle–Hermsdorf und Töppeln–Gera. Dieser wurde jedoch im Sommer 2021 aufgrund zu hoher Kosten vorerst verworfen.

## Zugbetrieb

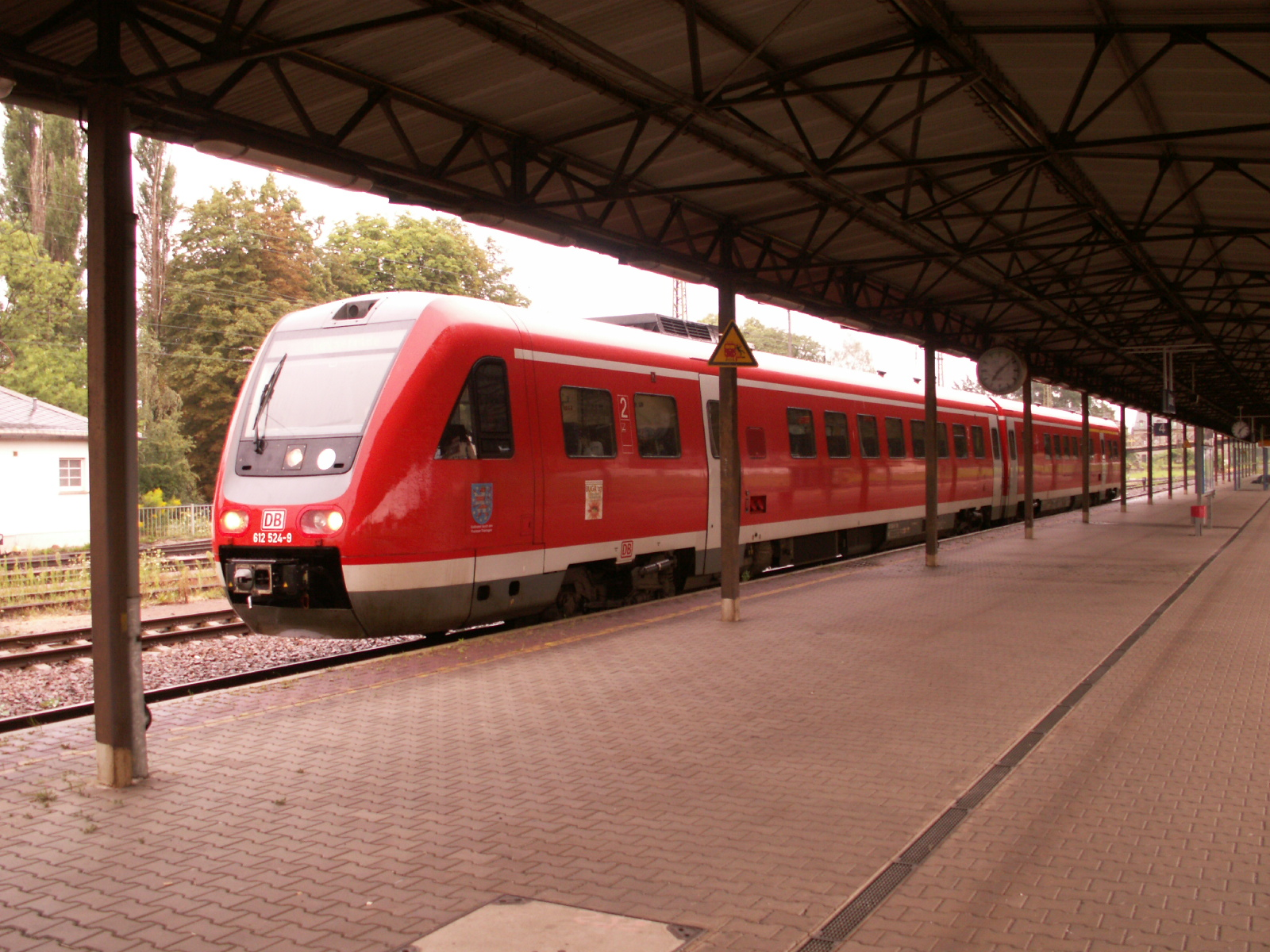
RE Göttingen–Zwickau im Bahnhof Gößnitz

### Regionalverkehr
Seit dem Jahr 2000 wird auf der einstigen Fernverkehrsverbindung die Baureihe 612 als Regional-Express im Zweistundentakt eingesetzt. Alle Züge, die den Gesamtlaufweg befahren, verkehren als Triebwagen in Dreifachtraktion von Göttingen über Gotha (Fahrtrichtungswechsel), Erfurt und Gera nach Glauchau. Vor dem Fahrplanwechsel 2011/12 fuhren die Züge weiter nach Chemnitz und danach nur noch bis Glauchau. Der dritte Triebwagen wird dabei in Gera Hbf sowie teilweise auch in Gotha ein- bzw. ausgestellt. Seit Beginn des Jahresfahrplan 2013 verkehren die Züge teilweise ab bzw. bis Greiz. Zwischen Glauchau und Weimar benötigen die Züge eine planmäßige Fahrzeit von etwa zwei Stunden.
Im Regionalbahn-Dienst kommen die Triebwagen der Erfurter Bahn zum Einsatz. Zusätzlich kommen Regionalbahn-Züge zwischen Erfurt, Weimar, Jena und Gera zum Einsatz, so dass sich ein 30- bis 40-Minuten-Takt bis Gera ergibt.

### Fernverkehr
Im Fernverkehr wird unter der Mitte-Deutschland-Verbindung auch die Verbindung von Köln/Düsseldorf über Dortmund, Kassel, Erfurt und Weimar nach Leipzig/Dresden verstanden. Diese wurde im Jahr 2018 von der IC-Linie 50 bedient: Die Zugpaare IC 1952/1959, IC 2152/2155 sowie IC 2156/2157 verkehren von Köln/Düsseldorf nach Leipzig bzw. umgekehrt. Außerdem wurde Berlin mit dem IC 1950 sowie Leipzig mit den IC 1956/1957 über die Mitte-Deutschland-Verbindung mit Frankfurt (Main) (IC 1956 von Leipzig bis nach Karlsruhe) verbunden.
Seit Dezember 2018 verkehren die Zugpaare IC 2156/2157 und IC 2152/2155 von Köln/Düsseldorf nach Gera und zurück. Dazu wird in Gotha von Elektro- auf Diesellok umgespannt und umgekehrt. Das Zugpaar IC 1952/1959 verkehrte freitags und sonntags zwischen Köln/Dortmund und Leipzig bis Dezember 2022. Zusätzlich fährt IC 2150 täglich außer samstags von Gera nach Kassel-Wilhelmshöhe. Zwischen  Gera und Erfurt wird in diesen Zügen der Nahverkehrstarif anerkannt. Daher sind sie auch mit der Freifahrtberechtigung mit gültiger Wertmarke nutzbar.

#### Verwendung des Intercity 2
Ab 2016 sollten täglich drei Zugpaare mit Doppelstock-Intercitys von Gera über Kassel Richtung Köln bzw. Düsseldorf fahren. Das Land Thüringen wollte sich mit etwa 1,75 Millionen Euro an den Kosten beteiligen, um zwischen Erfurt und Gera die Nutzung mit Nahverkehrstickets zu ermöglichen. Aufgrund von Verzögerungen bei der Zulassung sowie Beschaffung passender Diesellokomotiven, die für die Fahrt ab Erfurt bis Gera den Intercity ziehen sollen, verzögerte sich die Betriebsaufnahme. Im November 2017 fand eine Testfahrt nach Gera statt. Die Betriebsaufnahme wurde auf den Fahrplanwechsel im Dezember 2018 verschoben. Zunächst kamen jedoch vorwiegend „modernisierte Intercity-Wagen“ zum Einsatz. Ein IC-Zugpaar verkehrte bis Dezember 2022 freitags zwischen Köln und Leipzig bereits als Doppelstock-IC-Zug.
Im Jahr 2015 präsentierte die Deutsche Bahn eine Fernkehrsoffensive, nach der auch der Fernverkehr auf der Mitte-Deutschland-Verbindung bis spätestens 2032 wieder zu einem Zweistundentakt ausgebaut werden soll. Als Voraussetzung wird die Elektrifizierung der Strecke Weimar – Gößnitz gesehen, mit der die Züge auch über Gera hinaus nach Chemnitz verkehren sollen. Im Jahr 2022 plante DB Fernverkehr bei DB Netz eine zweistündliche Trasse Köln – Kassel – Gera/Leipzig für die Kapazitätsplanung ein. Im Fahrplanvorschlag wurden die Fahrzeiten gegenüber der Bestandstrasse geändert. Im Jahr 2024 wurde für den gleichen Planungsprozess keine vertakte Trasse für die Mitte-Deutschland-Verbindung eingereicht.